# Điện lưới

Khái quát bố trí mạng lưới điện. Các ký hiệu theo hệ thống châu Âu và tương tự

Điện lưới hay Lưới điện là một mạng lưới liên kết với nhau để truyền tải và phân phối điện từ nhà máy điện đến người tiêu dùng. Thành phần của một lưới điện bao gồm các nhà máy/ trạm phát điện, các đường dây truyền tải điện cao thế kết nối các nguồn cung cấp và các trung tâm tiêu thụ, và các đường dây phân phối kết nối đến từng khách hàng sử dụng điện năng.
Các nhà máy điện có thể được đặt gần nguồn nhiên liệu, cạnh một đập nước (thủy điện), hoặc ở địa điểm có thể tận dụng các nguồn năng lượng tái tạo, và thường nằm xa khu vực dân cư đông đúc. Các nhà máy điện thường được xây dựng ở quy mô lớn để tận dụng lợi thế của kinh tế quy mô. Điện năng được sản xuất và nâng áp lên mức điện thế cao trước khi kết nối với lưới truyền tải điện.
Phần lớn của mạng lưới truyền tải điện được dùng để truyền tải điện qua quãng đường dài, đôi khi vượt biên giới quốc tế, đến các khách hàng bán buôn (thường là các công ty có quyền sở hữu mạng lưới phân phối điện địa phương). 
Khi được truyền tải đến trạm biến áp, điện sẽ được hạ áp từ điện thế cao của mạng lưới truyền tải xuống điện thế thấp hơn của mạng lưới phân phối. Khi ra khỏi trạm biến áp, điện sẽ di chuyển vào đường dây của mạng lưới phân phối. Cuối cùng, khi đến điểm dịch vụ, điện sẽ một lần nữa được hạ áp từ điện phân phối xuống mức điện thế cần thiết của các thiết bị sử dụng điện. 

## Lịch sử
Khi còn sơ khai, điện năng được sản xuất gần thiết bị hoặc dịch vụ tiêu thụ điện năng. Những năm 1880, điện cạnh tranh với các nguồn năng lượng từ hơi nước, thủy lực và đặc biệt là khí than. Khí than đầu tiên cũng được sản xuất trên cơ sở của khách hàng nhưng sau đó phát triển thành các nhà máy khí hóa để tận dụng lợi thế của kinh tế quy mô. Ở các thành phố có nền công nghiệp phát triển trên thế giới, mạng lưới ống dẫn khí ga được lắp đặt để dùng cho thắp sáng. Nhưng đèn khí ga không những tỏa sáng kém, lãng phí nhiệt, làm nhiệt độ phòng tăng cao và khói, nó còn thải ra khí hydro và khí than cháy dở (carbon monoxide) độc hại. Những năm 1880, vì những lý do trên, thắp sáng bằng đèn điện đã nhanh chóng giành được nhiều lợi thế so với thắp sáng bằng khí than.  
Các công ty dịch vụ điện năng đã dựa vào lợi thế của kinh tế quy mô và nâng cấp thành các nhà máy sản xuất điện tập trung, phân phối và cả hệ thống quản lý. Với truyền tải điện cao thế đường dài, việc kết nối các nhà máy để cân bằng tiêu thụ và cải thiện hệ số tiêu thụ đã trở thành hiện thực. 
Ở Vương Quốc Anh, Charlez Merz, làm việc ở công ty tư vấn Merz & McLellan, đã xây dựng Nhà Máy Điện Neptune Bank tại Tyne, gần Newcastle năm 1901, và đến năm 1912, nó đã phát triển thành hệ thống điện cao thế tích hợp lớn nhất Châu Âu. Merz được chỉ định vào vị trí lãnh đạo của Ủy ban Quốc hội và các nghiên cứu của ông là khởi nguồn của Báo cáo Williamson năm 1918 với kết quả cuối cùng là Dự Luật Cung Cấp Điện năm 1919. Dự luật là bước đầu tiên để tiến đến hệ thống điện tích hợp. Đạo luật (Cung Cấp) Điện năm 1926 đã mở đường cho việc xây dựng Mạng lưới điện quốc gia. Ban Điện Trung ương đã chuẩn lại hệ thống cung cấp điện quốc gia và thành lập mạng lưới điện xoay chiều đồng bộ đầu tiên, chạy ở mức điện thế 132kV, 50 Hz. Mạng lưới bắt đầu được hoạt động như Lưới điện quốc gia từ năm 1938. 
Những năm 1920, ở Hợp Chủng Quốc Hoa Kỳ, các nhà cung cấp dịch vụ chung tay điều hành để giảm tải nhu cầu cao điểm và nguồn điện dự phòng. Năm 1934, Đạo Luật với các công ty cổ phần dịch vụ công ích của Hoa Kỳ được thông qua, cung cấp dịch vụ điện được công nhận là thương phẩm công quan trọng và được giám sát chặt chẽ. Đạo Luật Chính sách Năng lượng năm 1992 yêu cầu các chủ đường dây truyền tải điện cho phép các nhà sản xuất tiếp cận vào mạng lưới của họ và dẫn đến viêc tái cấu trúc cách thức vận hành của công nghiệp điện năng nhằm thúc đẩy cạnh tranh trong khu vực sản xuất điện. Dịch vụ điện năng không còn được xây dựng theo mô hình độc quyền theo chiều dọc, mô hình mà sản xuất, truyền tải và phân phối được xử lý bởi một công ty duy nhất. Hiện tại, ba giai đoạn được phân chia cho các công ty khác nhau, với mục đích tạo môi trường cạnh tranh công bằng cho truyền tải điện cao thế:21. Dự Luật Chính Sách Năng lượng năm 2005 cho phép ưu đãi và đảm bảo khoản vay cho việc sản xuất năng lượng thay thế và phát triển các công nghệ sáng tạo có thể tránh được khí thải nhà kính.  
Ở Pháp, năng lượng điện được khai thác từ những năm 1890, với 700 khu dân cư năm 1919 và 36528 khu dân cư vào năm 1938. Cùng thời gian đó, những mạng lưới lân cận bắt đầu được kết nối: Paris vào năm 1907 ở điện thế 12kV, vùng Pyrenees vào năm 1923 ở điện thế 150kV và hầu hết toàn đất nước được kết nối vào năm 1938 ở mức điện thế 220kV. Đến năm 1946, mạng lưới điện của Pháp là mạng lưới dày đặc nhất thế giới. Cũng cùng năm đó, Chính phủ quốc hữu hóa công nghiệp điện năng bằng cách sáp nhập các công ty tư nhân thành Electricite de France (Tổng Công ty Điện Lực Pháp). Tần số được chuẩn hóa ở 50 Hz, và mang lưới 225kV thay thế mạng lưới 110kV và 120kV. Từ năm 1956, dòng điện tại các hộ gia đình được chuẩn hóa ở mức 220/380V, thay thế mức hiệu điện thế 127/220V trước đó. Trong những năm 1970, mạng lưới 440kV – mạng lưới tiêu chuẩn châu ÂU mới – được xây dựng. 